# 鱼鲊乡
鱼鲊乡，是中华人民共和国四川省凉山彝族自治州会理市曾经下辖的一个乡。

## 行政区划
鱼鲊乡撤销前下辖以下地区：
河漂村、鱼乍村、回头山村和咪嘟咕村。